# 621
Năm 621 là một năm trong lịch Julius. 